# Harald Reumel
Harald Reumel (Albina, Surinam; 26 de diciembre de 1942) conocido también como Harold Brammerloo, es un exjugador de fútbol surinamés, que jugó en la Hoofdklasse para The Goal Getters, S.V. Transvaal y para la selección de Surinam.
Pasó la mayor parte de su carrera como jugador profesional con S.V. Transvaal, ganando seis títulos nacionales consecutivos y dos Copa de Campeones de Concacaf. También terminó como el máximo goleador de la liga en 1966.

## Trayectoria

### TGG
Comenzó su carrera futbolística en 1961, jugando para The Goal Getters (TGG) de Moengo, antes de unirse a S.V. Transvaal de la capital Paramaribo en 1963.

### SV Transvaal
En Transvaal se hizo conocido como un tercio del infame trío junto con Roy Vanenburg y Edwin Schal. El club dominó la liga, ganando seis títulos nacionales consecutivos de 1965 a 1970.
Ayudó a clasificar para la Copa de Campeones de la Concacaf de 1968, enfrentándose al Aurora F.C. de Guatemala en las semifinales, donde serían descalificados tras una reyerta entre la afición de ambos equipos. En 1973, ayudó al Transvaal a ganar su primer título continental, también ganaría invicto el campeonato nacional ese mismo año.
En 1981, ayudó a Transvaal a llegar a la final de la Copa de Campeones de la Concacaf una vez más, ganando el título 2-1 en marcador global contra el C.D. Atlético Marte de El Salvador.
Considerado uno de los mejores jugadores de fútbol en la historia de los clubes, ayudó a su equipo a asegurar seis títulos nacionales y dos trofeos de la Copa de Campeones de la Concacaf durante el lapso de su carrera, mientras que una vez terminó como el máximo goleador de la liga.

## Selección nacional
Hizo su debut el 13 de octubre de 1963, jugando en las eliminatorias para los Juegos Olímpicos de 1964, contra las Antillas Neerlandesas. El partido terminó con una victoria por 3-0 y anotó en su debut.
Anotó su segundo tanto en las eliminatorias contra Panamá, anotando el tercer gol en la victoria por 6-1. También participó en la campaña de clasificación para la Copa Mundial de la FIFA de 1966, y también jugó en la Coupe Duvalier 1966 en Puerto Príncipe, Haití.

## Palmarés

### Títulos nacionales
| Título      | Equipo    | País    | Año  |
| ----------- | --------- | ------- | ---- |
| Hoofdklasse | Transvaal | Surinam | 1965 |
| Hoofdklasse | Transvaal | Surinam | 1966 |
| Hoofdklasse | Transvaal | Surinam | 1967 |
| Hoofdklasse | Transvaal | Surinam | 1968 |
| Hoofdklasse | Transvaal | Surinam | 1969 |
| Hoofdklasse | Transvaal | Surinam | 1970 |
| Hoofdklasse | Transvaal | Surinam | 1973 |
| Hoofdklasse | Transvaal | Surinam | 1974 |

### Títulos internacionales
| Título                           | Equipo    | País    | Año  |
| -------------------------------- | --------- | ------- | ---- |
| Copa de Campeones de la Concacaf | Transvaal | Surinam | 1973 |
| Copa de Campeones de la Concacaf | Transvaal | Surinam | 1981 |

### Distinciones individuales
| Distinción                      | Año  |
| ------------------------------- | ---- |
| Máximo goleador del Hoofdklasse | 1966 |